# Губно-зубной носовой согласный
Губно-зубной носовой согласный (лабиодентальный носовой согласный) — согласный близкий к губно-губному /m/ (рус. м). Он произносится почти так же, только нижняя губа касается не верхней губы, а верхних зубов. Их положение почти такое же, как и при произнесении других губно-зубных звуков, например, /v/ или /f/.
- Место образования: губно-зубной
- Способ образования: смычный
- Тип фонации: звонкий
- Носовой
- Сонант
- Пульмонический согласный

## Распространённость
Пока существование этого звука в качестве отдельной фонемы не подтверждено ни для одного языка, хотя сообщалось, что возможно это так в диалекте кукуя языка теке (языки банту), где он сопровождается сильным выпячиванием обеих губ. Однако, возможность образования смычного таким способом подвергается некоторыми исследователями сомнению (Ladefoged, Maddieson 1996: 18).
Тем не менее этот звук встречается во многих языках как аллофон /m/ (а иногда и /n/) перед другими губно-зубными согласными.
| Язык          | Язык         | Слово       | МФА             | Перевод              | Примечание                          |
| ------------- | ------------ | ----------- | --------------- | -------------------- | ----------------------------------- |
| Чешский язык  | Чешский язык | tramvaj     | [ˈtraɱvaj]      | «трамвай»            | См. Чешская фонология               |
| Русский язык  | Русский язык | амфора      | [ˈaɱ.fərə]      | «амфора»             | См. Русская фонология               |
| Нидерландский | Бельгийский  | omvallen    | [ˈʔɔɱvɑlə]      | «лезть из кожи вон»  | См. Голландская фонология           |
| Английский    | Английский   | symphony    | [ˈsɪɱfəni]      | «симфония»           | См. Английская фонология            |
| Финский       | Финский      | informaatio | [ˈiɱfo̞rˌmɑːt̪io̞] | «информация»         | См. Финская фонология               |
| Греческий     | Греческий    | έμβρυο      | [ˈe̞ɱvrio̞]       | «эмбрион»            | См. Современная греческая фонология |
| Гуэно         | Гуэно        | [ɱwiː]      | [ɱwiː]          | «белые/седые волосы» |                                     |
| Итальянский   | Итальянский  | invece      | [iɱˈvetʃe]      | «напротив, наоборот» | См. Итальянская фонология           |
| Норвежский    | Норвежский   | komfyr      | [kɔɱˈfyːɾ]      | «печь»               | См. Норвежская фонология            |
| Словенский    | Словенский   | simfonija   | [siɱfɔˈnija]    | «симфония»           |                                     |
| Испанский     | Испанский    | influencia  | [ĩɱˈflwẽ̞nθja]   | «влияние»            | См. Испанская фонология             |
| Шведский      | Шведский     | amfibie     | [aɱˈfiːˌbjɛ]    | «амфибия»            | См. Шведская фонология              |

## Символ ɱ
Символ, принятый в МФА для этого звука, представляет собой строчную латинскую букву m с хвостиком влево, продолжающим правую ножку этой буквы. Иногда вместо этого символа используют <m> с зубной диакритикой: [m̪].